# Cap de Calbar
El Cap de Calbar és una muntanya de 1.895 metres que es troba entre els municipis de l'Alt Àneu, la Guingueta d'Àneu i Esterri d'Àneu, a la comarca de la Pallars Sobirà.